# Schmalspurbahn Neubukow Obere Weiche–Bastorf
| Streckenlänge: | 14,4 km             |                                                                 |                                                                 |
| Spurweite: | 900 mm (Schmalspur) |                                                                 |                                                                 |
| |                     |                                                                 |                                                                 |
| \| \| 0,0 \| Neubukow Obere Weiche (Übergang zur Bahnstrecke Wismar–Rostock) \| Neubukow Obere Weiche (Übergang zur Bahnstrecke Wismar–Rostock) \| \| \| \| \| \| \| \| \| B 105 \| \| \| \| 1,3 \| Buschmühlen I \| Buschmühlen I \| \| \| 2,3 \| Buschmühlen II \| Buschmühlen II \| \| \| 2,8 \| Buschmühlen III \| Buschmühlen III \| \| \| 4,1 0,0 \| Rakow-Hellbach \| Rakow-Hellbach \| \| \| 0,9 \| Rakow \| Rakow \| \| \| \| Hellbach \| \| \| \| 0,5 \| Russow \| Russow \| \| \| 0,0 4,7 \| Spriehusen-Hellbach \| Spriehusen-Hellbach \| \| \| 5,2 \| Spriehusen II \| Spriehusen II \| \| \| 5,4 \| Hellbach Wasserstelle \| Hellbach Wasserstelle \| \| \| 5,9 \| Spriehusen III \| Spriehusen III \| \| \| 6,9 \| Roggow I \| Roggow I \| \| \| 7,4 \| Roggow II \| Roggow II \| \| \| 8,3 \| Roggow III \| Roggow III \| \| \| 10,2 \| Blengow I \| Blengow I \| \| \| 10,5 \| Blengow II \| Blengow II \| \| \| 12,1 \| Garvsmühlen \| Garvsmühlen \| \| \| 12,7 \| Wendelstorf \| Wendelstorf \| \| \| 13,5 \| Mechelsdorf \| Mechelsdorf \| \| \| 14,4 \| Bastorf \| Bastorf \| |                     |                                                                 |                                                                 |
| Betriebs-/Güterbahnhof Streckenanfang (Strecke außer Betrieb) | 0,0                 | Neubukow Obere Weiche (Übergang zur Bahnstrecke Wismar–Rostock) | Neubukow Obere Weiche (Übergang zur Bahnstrecke Wismar–Rostock) |
| |                     |                                                                 |                                                                 |
| Bahnübergang (Strecke außer Betrieb) |                     | B 105                                                           | B 105                                                           |
| Dienststation / Betriebs- oder Güterbahnhof (Strecke außer Betrieb) | 1,3                 | Buschmühlen I                                                   | Buschmühlen I                                                   |
| Dienststation / Betriebs- oder Güterbahnhof (Strecke außer Betrieb) | 2,3                 | Buschmühlen II                                                  | Buschmühlen II                                                  |
| Dienststation / Betriebs- oder Güterbahnhof (Strecke außer Betrieb) | 2,8                 | Buschmühlen III                                                 | Buschmühlen III                                                 |
| Dienststation / Betriebs- oder Güterbahnhof (Strecke außer Betrieb) | 4,1 0,0             | Rakow-Hellbach                                                  | Rakow-Hellbach                                                  |
| Abzweig geradeaus und nach links (Strecke außer Betrieb) · Betriebs-/Güterbahnhof Streckenende und quer (Strecke außer Betrieb) | 0,9                 | Rakow                                                           | Rakow                                                           |
| Brücke über Wasserlauf (Strecke außer Betrieb) |                     | Hellbach                                                        | Hellbach                                                        |
| Betriebs-/Güterbahnhof Streckenanfang und quer (Strecke außer Betrieb) · Abzweig geradeaus und von rechts (Strecke außer Betrieb) | 0,5                 | Russow                                                          | Russow                                                          |
| Dienststation / Betriebs- oder Güterbahnhof (Strecke außer Betrieb) | 0,0 4,7             | Spriehusen-Hellbach                                             | Spriehusen-Hellbach                                             |
| Dienststation / Betriebs- oder Güterbahnhof (Strecke außer Betrieb) | 5,2                 | Spriehusen II                                                   | Spriehusen II                                                   |
| Dienststation / Betriebs- oder Güterbahnhof (Strecke außer Betrieb) | 5,4                 | Hellbach Wasserstelle                                           | Hellbach Wasserstelle                                           |
| Dienststation / Betriebs- oder Güterbahnhof (Strecke außer Betrieb) | 5,9                 | Spriehusen III                                                  | Spriehusen III                                                  |
| Dienststation / Betriebs- oder Güterbahnhof (Strecke außer Betrieb) | 6,9                 | Roggow I                                                        | Roggow I                                                        |
| Dienststation / Betriebs- oder Güterbahnhof (Strecke außer Betrieb) | 7,4                 | Roggow II                                                       | Roggow II                                                       |
| Dienststation / Betriebs- oder Güterbahnhof (Strecke außer Betrieb) | 8,3                 | Roggow III                                                      | Roggow III                                                      |
| Dienststation / Betriebs- oder Güterbahnhof (Strecke außer Betrieb) | 10,2                | Blengow I                                                       | Blengow I                                                       |
| Dienststation / Betriebs- oder Güterbahnhof (Strecke außer Betrieb) | 10,5                | Blengow II                                                      | Blengow II                                                      |
| Dienststation / Betriebs- oder Güterbahnhof (Strecke außer Betrieb) | 12,1                | Garvsmühlen                                                     | Garvsmühlen                                                     |
| Dienststation / Betriebs- oder Güterbahnhof (Strecke außer Betrieb) | 12,7                | Wendelstorf                                                     | Wendelstorf                                                     |
| Dienststation / Betriebs- oder Güterbahnhof (Strecke außer Betrieb) | 13,5                | Mechelsdorf                                                     | Mechelsdorf                                                     |
| Betriebs-/Güterbahnhof Streckenende (Strecke außer Betrieb) | 14,4                | Bastorf                                                         | Bastorf                                                         |

Die Schmalspurbahn Neubukow Obere Weiche–Bastorf (auch Rübenbahn oder Neubukower Rübenbahn) war eine Schmalspurbahn mit 900 mm Spurweite in Mecklenburg-Vorpommern. Die Strecke, die nur dem Gütertransport diente und nur zur Erntezeit betrieben wurde, führte von Neubukow Obere Weiche an der Strecke Wismar–Rostock nach Bastorf.

## Geschichte
Für den Bau der Schmalspurbahn wurde 1890 eine Aktiengesellschaft durch die ortsansässigen Gutsbesitzer gegründet. Das Teilstück Neubukow Obere Weiche–Blengow wurde bereits am 6. Oktober 1890 eröffnet, das Reststück von Blengow nach Bastorf 1894, weitere Orte waren über Feldbahnen angeschlossen. Den Betrieb übernahm die Großherzoglich Mecklenburgische Friedrich-Franz-Eisenbahn. 
Anfangs wurden die Lokomotiven der Mecklenburgischen Reihe XIX der ursprünglich nur im Sommer bedienten Doberan-Heiligendammer-Eisenbahn  jeden Herbst nach Neubukow umgesetzt, um den Betrieb dort zu bewerkstelligen. Nach dem Ende der Erntezeit kamen sie Anfang des Folgejahres zurück nach Bad Doberan und erhielten dort vor der Betrieb-Saison die erforderliche Durchsicht und Überholung. Mit der Streckenverlängerung von Heiligendamm nach Kühlungsborn und der Einführung des ganzjährigen Betriebes beschaffte man für diese Strecke neue Lokomotiven. Die alten Lokomotiven der Reihe XIX wurden daraufhin 1911 dauerhaft nach Neubukow abgegeben. 
Diverse angedachte Projekte, wie die Verlängerung der Strecke zum Bahnhof Neubukow, der Bau einer Stichstrecke nach Rerik oder die Verlängerung über Kägsdorf nach Kühlungsborn West zur Bäderbahn Molli, wurden nicht verwirklicht.
Die 14,4 km lange Schmalspurbahn besaß 17 Ladestellen mit insgesamt 40 Weicheneinheiten. Betrieben wurde die Eisenbahn nur von September bis Januar, die Transportgüter waren vor allem landwirtschaftliche Produkte (insbesondere Kartoffeln und Rüben), aber auch Düngemittel und Brennstoffe.
Der Wagenpark umfasste vor allem offene kippfähige Güterwagen, die in Neubukow Obere Weiche über eine Sturzrampe in ein tiefer liegendes Normalspurgleis entladen wurden.
1948 wurde die Schmalspurbahn als Reparationsleistung demontiert. Da es sich um eine Bahn des nicht-öffentlichen Verkehrs handelte, die obendrein nur saisonal betrieben wurde, stand ihr Wiederaufbau nie zur Debatte.